# Lliura sud-sudanesa
La lliura sud-sudanesa (anglès: South Sudanese Pound) és la unitat monetària del Sudan del Sud. El codi ISO 4217 és SSP i se subdivideix en 100 piastres. Fou aprovada per l'Assemblea Legislativa del Sudan del Sud el 9 de juliol del 2011, abans de la secessió del Sudan, i es va introduir el 18 de juliol. Va substituir la lliura sudanesa (SDG) en termes paritaris (1 SDG = 1 SSP).

## Monedes i bitllets
Emesa pel Banc del Sudan del Sud (Bank of South Sudan), en circulen monedes d'1, 5, 25 i 50 piastres, i bitllets d'1, 5, 10, 25, 50 i 100 lliures, que porten l'efígie de John Garang, el líder del moviment independentista sud-sudanès.

## Taxes de canvi
- 1 EUR = 149,30 SSP (11 de novembre del 2021)
- 1 USD = 130,26 SSP (11 de novembre del 2021)